# Dzihunia
Dzihunia és un gènere de peixos de la família dels balitòrids i de l'ordre dels cipriniformes que es troba a l'Àsia central: el Kirguizstan i els rius Amudarià i Zarafxan.

## Taxonomia
- Dzihunia amudarjensis (Rass, 1929)[3]
- Dzihunia ilan (Turdakov, 1936)[4]
- Dzihunia pseudoamudarjensis Sheraliev & Kayumova, 2024[5]
- Dzihunia turdakovi (Prokofiev, 2003)[6][7]